# Aju
Aju (o Achu) (1227-1287) fue un general y canciller del Imperio mongol y la dinastía Yuan. Pertenecía al clan Jarchud del los urianjai mongoles. Su padre era el general de la dinastía Yuan Uriyangkhadai y su abuelo era Subotai, el honorable general y Noyan de Gengis Kan.

## Biografía
En 1253 siguió a su padre y conquistó el reino de Dali. Uriyangkhadai y Aju llevaron a 3000 mongoles y más de 10 000 tropas de las tribus dali a invadir el norte de Vietnam en 1258. Aunque capturaron la capital vietnamita de Thang Long (actual Hanói), sus fuerzas se retiraron después de su derrota en una batalla abierta contra el ejército vietnamita de Trần Thái Tông. Un posterior arreglo duró hasta el reinado de Kublai Kan.
Él y su padre apoyaron a las fuerzas de Möngke Kan y Kublai Kan en 1258. Aju comandó un tumen de 10 000 hombres. Conquistaron trece ciudades en 2 años y mataron a 40 000 soldados de la dinastía Song mientras su padre estaba enfermo. Después de la ocupación de Chingzhoua y Yovajiyu, Uryankhadai conoció al príncipe Kublai en Echjou.
Cuando Kublai sucedió al trono en 1260, Aju se quedó en su palacio. Al año siguiente, se le ordenó que dirigiera las tropas de Yuan en Lianshui (涟水). Aplastó a los ejércitos y armadas song desde 1261 hasta 1275. Capturó Fancheng (樊城) utilizando artillería jotán durante la batalla de Xiangyang y el gobernador enemigo se suicidó. En 1276, Aju fue designado para defender Beshbalik de Kaidu, un nieto de Ogodei. Murió después de la derrota del príncipe Sarban, que se rebeló contra su maestro Kublai, en 1287. Pero algunas fuentes mencionan que murió en un camino en 1286.